# Östtimorianska köket

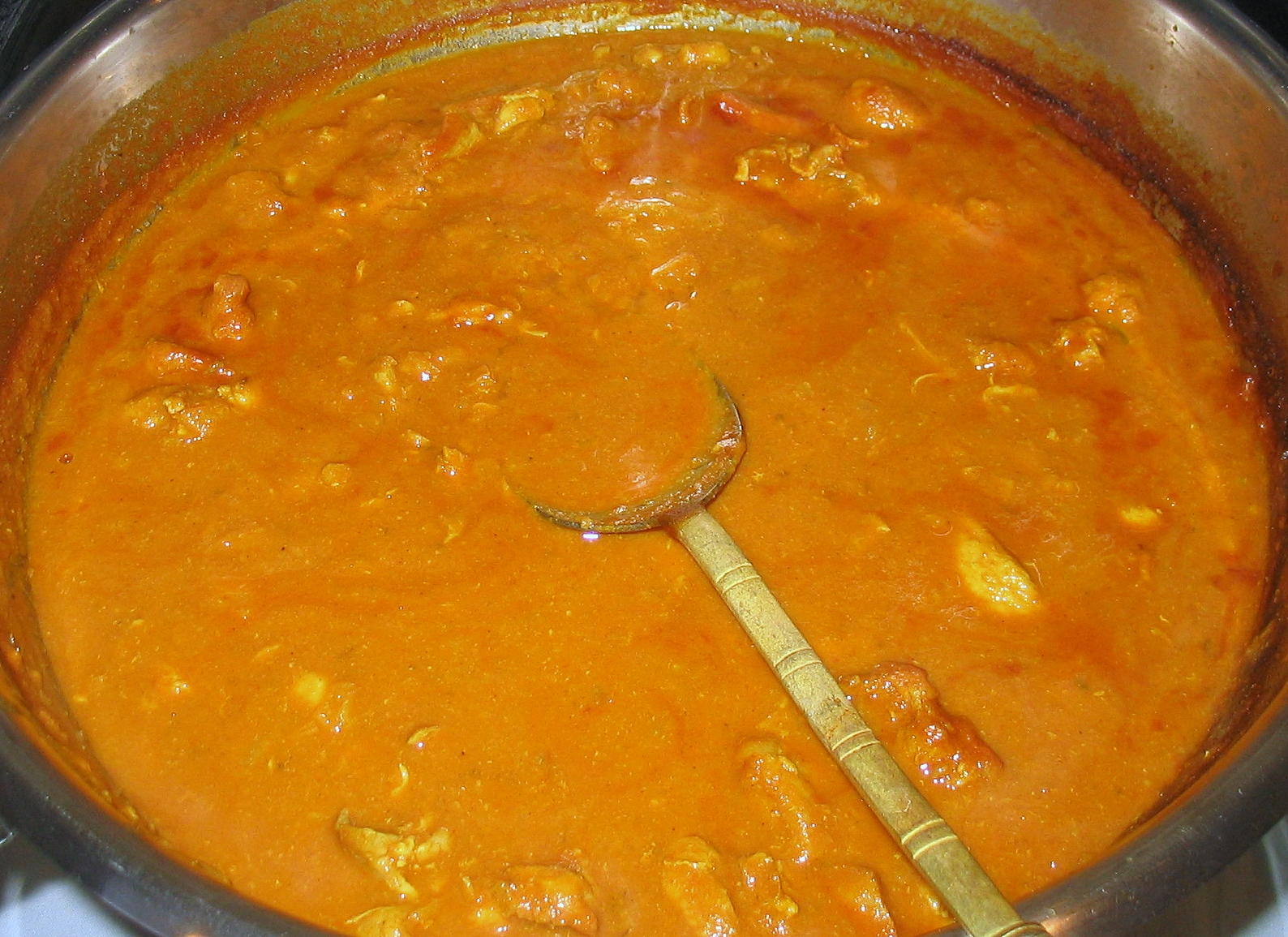
Kycklingcurry är en populär rätt i Östtimor.

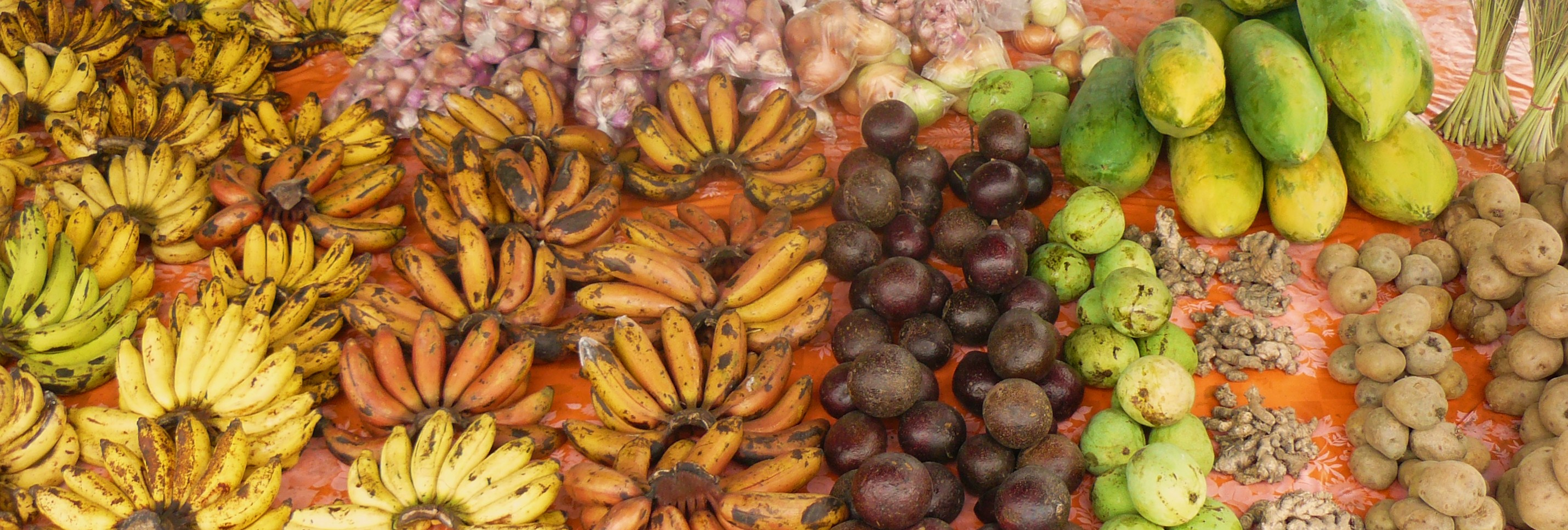
Frukt och grönsaker på en marknad i Dili, Östtimors huvudstad.

Östtimorianska köket är den matkultur som finns i Östtimor i Sydostasien. Det östtimorianska köket har likheter med det indonesiska köket (båda finns i Sydostasien), med tillgång till liknande ingredienser och baslivsmedel. Det är också för att Östtimor under nära ett kvarts sekel var under Indonesiens kontroll.

## Historia och inriktning
Det indonesiska inflytandet på matkulturen i det område som är Östtimor har därtill alltid varit stort, genom den geografiska närheten. Även influenser från andra sydöstasiatiska kök, såsom och mest påtagligt det kinesiska köket, förekommer av samma orsak. Eftersom även Portugal har koloniserat Östtimor finns även likheter med det portugisiska köket. Då Östtimor varit en portugisisk koloni i över 400 år, från 1600-talet och fram till 1975, kan även influenser från andra portugisiska koloniers matkulturer spåras, såsom Angola och Moçambique i Afrika och Goa i Indien.
Öns starka och skarpa kaffe är känt, och öl är en populär dryck. Kaffe odlas på ön och är en avsalugröda. Många får sin inkomst av odlingen, och därför odlas grödan i stora kvantiteter. Det östtimorianska köket är traditionellt uppdelat i två huvudsakliga kategorier: vegetarisk och icke-vegetarisk mat. Majs, ris och olika grönsaker, rotfrukter och tropiska frukter är vanliga ingredienser i det östtimorianska köket, tillsammans med olika kryddor. De vanligaste köttvarorna är kycklingkött, fläskkött och getkött. Nötkött äts också. Man äter även gärna fisk och räkor. Kött är generellt dyr mat och under delar av året är tillgången begränsad, speciellt på landsbygden, där det enda kött som finns att tillgå oftast är det som hushållen själva föder upp, varför kosten i fattiga hushåll till stor del är kolhydratbaserad. Många fattiga familjer kan inte heller odla tillräckligt med basgrödor för sitt eget behov, såsom majs och ris, varför risk för matbrist och undernäring är ett problem i Östtimor, speciellt i otillgängliga områden på landsbygden. I huvudstaden Dili finns ett större utbud av matvaror och ingredienser tillgängligt, och där finns även ett urval av restauranger som represterar internationellt kända kök, som exempelvis det japanska, italienska, indiska och thailändska köket.

## Exempel på östtimorianska rätter

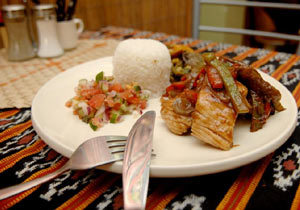
Ikan sabuko, tamarindmarinerad makrill serverad med batar daan, ris och budu.

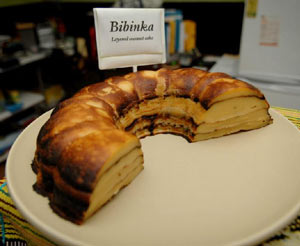
Bibinka, en skiktad kokosnötskaka.

- Batar daan - en grönsaksrätt med majs, mungobönor och pumpa
- Budu - en salsa gjord på tomater, mynta, lime och lök
- Bibinka - en skiktad kokosnötskaka, som kan serveras som dessert
- Caril - en mild kycklingcurry med rostad spansk peppar och kokosnötpasta
- Feijoada - en gryta med bland annat fläskkött, cannellinibönor och chorizo
- Ikan sabuko - en fiskrätt med makrill marinerad i tamarind, med basilika och paprika
- Sasorro - en risgröt med kyckling och spenat, som äts som frukost

## Vegetarisk mat
Eftersom de flesta östtimorianer arbetar med jordbruk består maten huvudsakligen av ris som odlas mycket i landet. En annan viktig basgröda är majs. Sötpotatis, cassava och taro är andra viktiga grödor som odlas och används som bas i vissa östtimorianska rätter. Potatis, jams, brödfrukt och sago odlas också. Olika bönor, kål, spenat och lök är vanliga grönsaker som odlas och konsumeras i landet. Bananer, kokosnötter, mango, papaya och vattenmelon är lokalt odlade frukter som äts av invånarna.

## Icke-vegetarisk mat
De vanligaste köttvarorna är kycklingkött, fläskkött och getkött, då många östtimorianska hushåll håller höns, grisar och getter för köttproduktion. Nötkött äts också. Kött betraktas som dyr mat, speciellt rött kött. Man äter även ägg. Fisk och räkor äts också, och fiske är det näst vanligaste yrket efter jordbruk. Även fisk betraktas som dyr mat.

## Drycker
Öns starka och skarpa kaffe är känt, och öl är en populär dryck. Kaffe odlas på ön och är en avsalugröda. Många får sin inkomst av odlingen, och därför odlas grödan i stora kvantiteter. Te dricks också. En av de få lokala alkoholhaltiga dryckerna är sopi, eller som det heter på tetum, tuaka, ett starkt palmvin. Finare restauranger och barer i Dili serverar ofta australiska eller portugisiska viner.

## Risken för matbrist i Östtimor
Östtimor drabbas av säsongsbetingad matbrist beroende på för jordbruket ogynnsamma klimatförhållanden med återkommande torrperioder i kombination med oförutsägbara väderförhållanden som även kan innebära kraftiga regn och översvämningar. Problemen med matbrist förvärras av en låg avkastning, bristen på lagringsmöjligheter, fattigdom, höga matpriser, dålig infrastruktur och underutvecklade marknader. Landet brukar sägas ha en så kallad "hungersäsong" som pågår från oktober-november till februari-mars, och en stor del av befolkningen är drabbad av undernäring.